# Carlos Dardé
Carlos Dardé Morales (Madrid, 1945) es un historiador español especializado en la época de la Restauración, sobre todo en su primera mitad (el reinado de Alfonso XII y la Regencia de María Cristina de Habsburgo).

## Biografía
Comenzó dando clases de historia en la enseñanza media, para pasar después a la Universidad. Durante muchos años fue profesor y luego catedrático de Historia Contemporánea de la Universidad de Cantabria, donde dirigió numerosas tesis doctorales hasta su jubilación. Además de cerca de una decena de libros, es autor de unos ochenta artículos académicos y colaboraciones en obras colectivas, así como de artículos de divulgación para la revista La Aventura de la Historia.  También ha sido comisario de exposiciones nacionales o de ciclos relevantes, como Sagasta y el liberalismo español (2000), Liberalismo y romanticismo en tiempos de Isabel II (2004) y Donoso Cortés: el reto del liberalismo y la revolución (2015).
De él ha dicho el historiador Roberto Villa García que «es un reputado especialista en la primera parte de este periodo [la Restauración], la del reinado de Alfonso XII y la Regencia de María Cristina, y sus aportaciones sobresalientes han tenido una influencia decisiva en mi manera de afrontar la historia política de la España liberal, muy especialmente las condensadas en La aceptación del adversario: Política y políticos de la Restauración, 1875-1900», añadiendo a continuación que era un «privilegio» debatir con él. Por su parte el también historiador Octavio Ruiz Manjón ha dicho que Carlos Dardé es «un experto en el sistema político de la Restauración que comenzó sus investigaciones en torno al Partido Liberal-Fusionista y las ha extendido hacia el funcionamiento del sistema electoral de la Restauración e, incluso, a partidos ajenos al sistema como eran los republicanos».

## Obras
- La Restauración, 1875-1902: Alfonso XII y la regencia de María Cristina (1997).
- La idea de España en la historiografía del siglo XX (1999).
- Alfonso XII (2001).[3]
- La aceptación del adversario: política y políticos de la Restauración, 1875-1900 (2003).
- Cánovas y el liberalismo conservador (2013).[2]
- Alfonso XII. Un rey liberal. Biografía breve (2019). Versión abreviada, pero revisada y puesta al día, de su obra Alfonso XII de 2001.
- La Corona y la Monarquía Constitucional en la España Liberal, 1834-1931 (en colaboración con Juan Ignacio Marcuello, 2022).